# Newfoundlandse driekleur
De Newfoundlandse driekleur (Engels: Newfoundland Tricolour of the Pink, White and Green) is een onofficiële vlag die gebruikt wordt op het eiland Newfoundland in de Canadese provincie Newfoundland en Labrador. De vlag heeft nooit een officiële status gehad en is vooral populair in het oosten van het eiland, waar de meerderheid van de bevolking katholiek en etnisch Iers is. De beschrijving luidt:
Drie even lange banen van groen, van wit en van roze.
De verhoudingen zijn 1:2 met drie bleke delen van gelijke breedte, gekleurd groen (hijszijde), wit (midden) en roze (tijdens de vlucht). Het ontwerp ontstond eind 19e eeuw bij de Newfoundland Fishermen's Star of the Sea Association, een hulp- en benefietorganisatie die in 1871 in St. John's door de katholieke kerk werd opgericht. De vlag was niet officieel, maar het officiële spandoek van de vereniging had een groene achtergrond met een witte ster en een roze kruis in het midden. De ster verwees enerzijds naar de Poolster, die erg belangrijk was in de navigatie, en anderzijds naar Maria, de moeder van Jezus, die ook wel Sterre der Zee genoemd wordt.
Hoewel de kleuren zijn overgenomen van de officiële vlag van de vereniging, is het ontwerp van de vlag mogelijk beïnvloed door de toen onofficiële Ierse driekleur en/of een lokaal ontwerp (rood aan de takel, wit in het midden en groen aan de vliegdriekleur) dat was gebruikt door de Newfoundland Natives' Society (NNS) vanaf het midden van de 19e eeuw. De NNS-vlag was sinds de ondergang van de vereniging buiten gebruik geraakt.
Met de introductie van de onofficiële vlag van Labrador in maart 1974 en de officiële wijziging van de naam van de provincie in "Newfoundland en Labrador" in december 2001 wordt de groen-wit-roze driekleur algemeen beschouwd als de onofficiële vlag van de regio Newfoundland van de provincie.

## Galerij

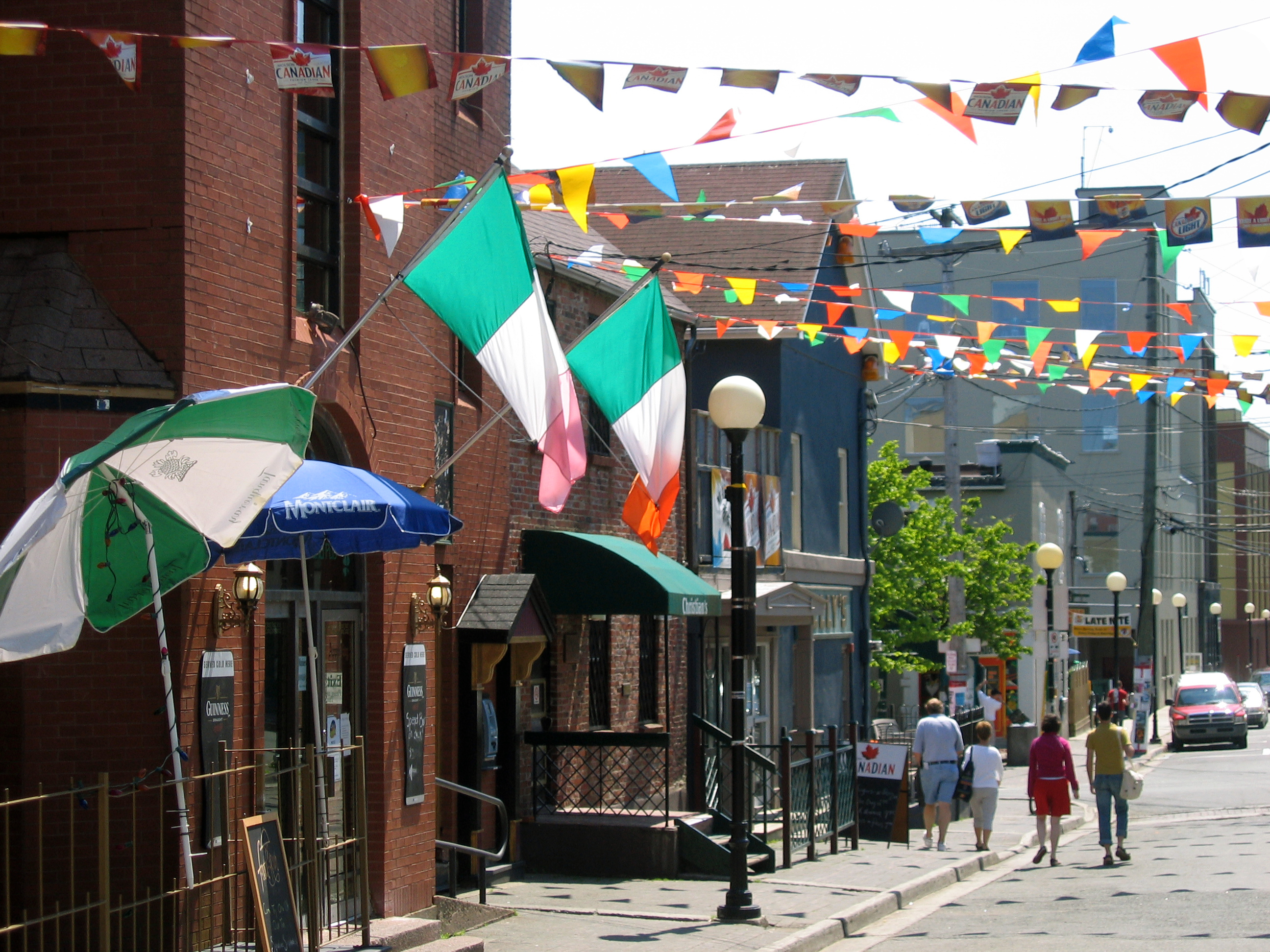
De Newfoundlandse en Ierse driekleur aan de gevel van een café in George Street (St. John's)
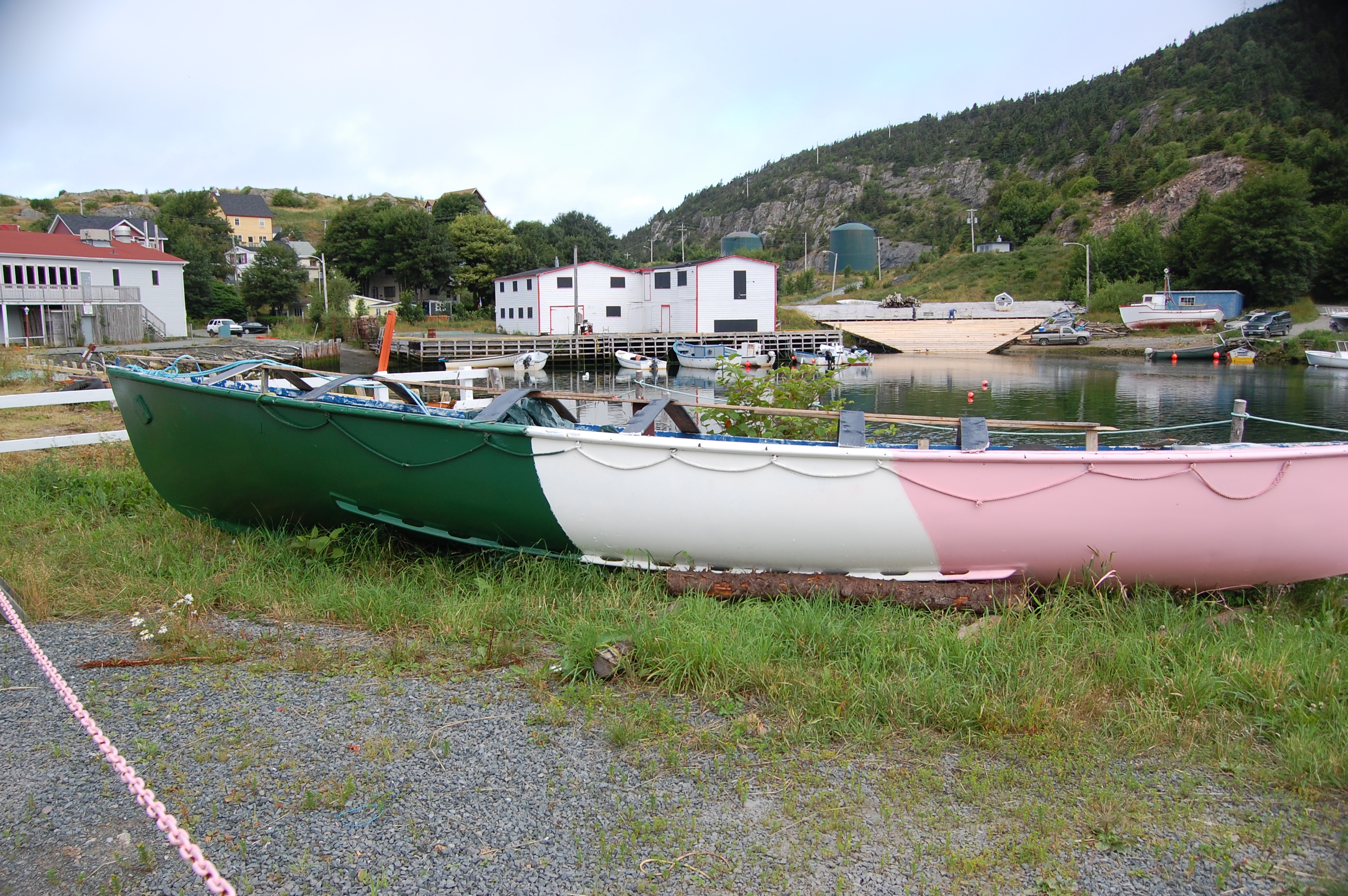
Een boot in de kleuren van de Newfoundlandse driekleur in Quidi Vidi (St. John's)